# Nicolas Fortin
Jean Nicolas Fortin (Mouchy-la-Ville, 9 agosto 1750 – Mouchy-le-Châtel, 15 maggio 1831) è stato un artigiano francese.

## Biografia
Jean Nicolas Fortin fu uno dei più abili e reputati artigiani costruttori francesi specializzato nella strumentazione scientifica di precisione della fine del settecento e primi dell'Ottocento francese.
Il chimico Antoine-Laurent Lavoisier si avvalse spesso delle sue realizzazioni ed apprezzò notevolmente le pompe pneumatiche presentate da Fortin all'Académie Royale des Sciences di Parigi, facendo spesso ricorso alla sua collaborazione per realizzare delle bilance di precisione, termometri, cronometri ed apparecchi vari.
Altri illustri personaggi della scienza che si avvalsero delle sue competenze furono Joseph Louis Gay-Lussac, François Arago e Pierre Dulong.
Nel 1776 Fortin produsse l'Atlas céleste de Flamstéed, una versione innovativa dell'Atlas Coelestis (Atlante celeste) di John Flamsteed, ridotto in scala a circa 1/3 della dimensione originale, e riportante le diciture in lingua francese.
Nel 1788 costruì una bilancia di alta precisione introducendo importanti innovazioni che rimasero nel tempo.
Nel 1795 Fortin stampò delle mappe aggiornate del suo Catalogo stellare che furono usate da Charles Messier per mostrare la posizione delle sue scoperte nel suo celebre Catalogo Messier.
Nel 1799 gli fu commissionata la revisione della massa campione, ovvero il chilogrammo di platino di riferimento standard, oggi conservato presso l'Archivio Nazionale di Francia.
Nel 1800 circa, realizzò un tipo di barometro a mercurio per il quale viene ancora oggi ricordato.
All'inizio del XIX secolo, J. N. Fortin aveva una nomea importante nella realizzazione dei campioni del sistema metrico decimale.
Fu il costruttore preferito da molti altri importanti scienziati francesi e realizzò un gran numero di strumenti utilizzati in fisica, chimica, geodesia, astronomia.
Nel 1822 Fortin fu premiato con il titolo di Cavaliere della Legione d'Onore, continuando a vivere pur sempre come un uomo modesto; rimase attivo nel suo lavoro metodico e di precisione, senza mai ampliare la sua bottega, in cui lavorò con la sua amata figlia Marie-Josephine e con non più di un paio di fedeli dipendenti che tramandarono le sue conoscenze.
Alle sue esequie, celebrate il 15 Maggio 1831, parteciparono commossi molti esponenti del mondo scientifico di Francia e non solo.

## Costruzioni principali

### Barometro a Mercurio

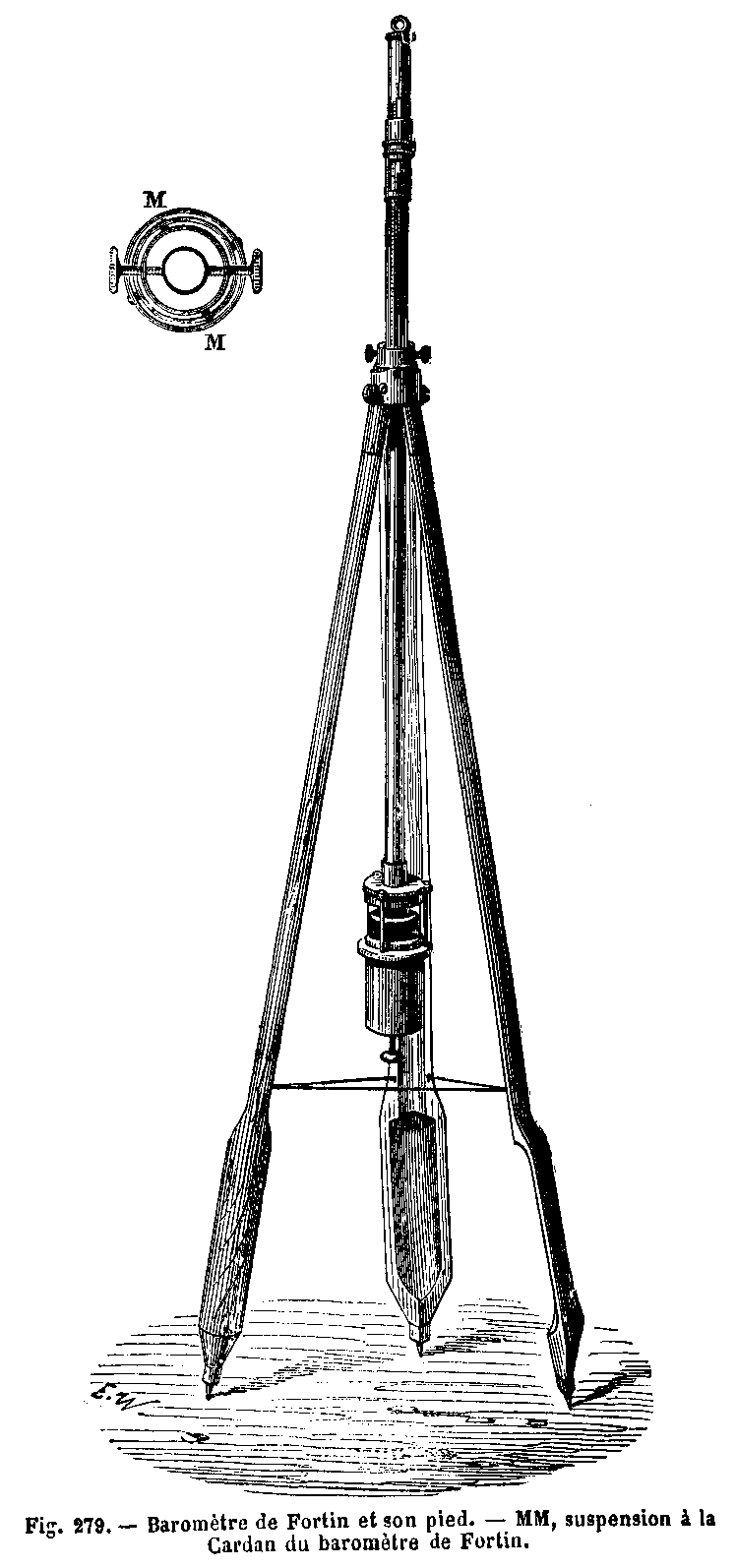
Barometro Fortin

J. N. Fortin si occupò di innovare e migliorare il Barometro a mercurio dell'italiano Evangelista Torricelli, che a sua volta era un'innovazione del barometro ad acqua di Gasparo Berti. che si avvalse delle esperienze scientifiche e sperimentali di Giovanni Battista Baliani che realizzò il primo baro-variometro della storia.
Fortin si rese conto che nel Barometro di Torricelli il livello del mercurio nella vaschetta, preso come riferimento per le misure di altezza della colonna, varia a seconda della pressione atmosferica, poiché quando la pressione atmosferica è alta spinge maggiore quantità di mercurio nel tubo e il livello in esso sale, ma scende nella vaschetta; viceversa, quando è la pressione è bassa il livello nel tubo scende riversandosi nella vaschetta.
Fortin decise di eliminare questo inconveniente ponendo nel fondo della vaschetta una membrana di pelle la quale può essere regolata in altezza mediante una vite, facendo in modo che il pelo libero del mercurio sfiori sempre una punta conica rivolta verso il basso che ne rappresenta il livello di taratura. Al fine di migliorare la lettura del menisco di mercurio nel tubo di vetro, Fortin introdusse un nonio ventesimale scorrevole che forniva misure più precise.
Per rendere il suo strumento, trasportabile ed al contempo preciso, Fortin lo inserì su un treppiede ed al contempo lo accoppiò con un giunto sferico per far sì che il tubo si posizionasse sempre secondo la verticale locale.
In una versione successiva, il Barometro di Fortin era privo della membrana di pelle, sostituita da una grossa vite che regolata in seno alla vaschetta permetteva sempre di regolarne il livello, osservabile mediante una spia di vetro.

### Globo Terrestre

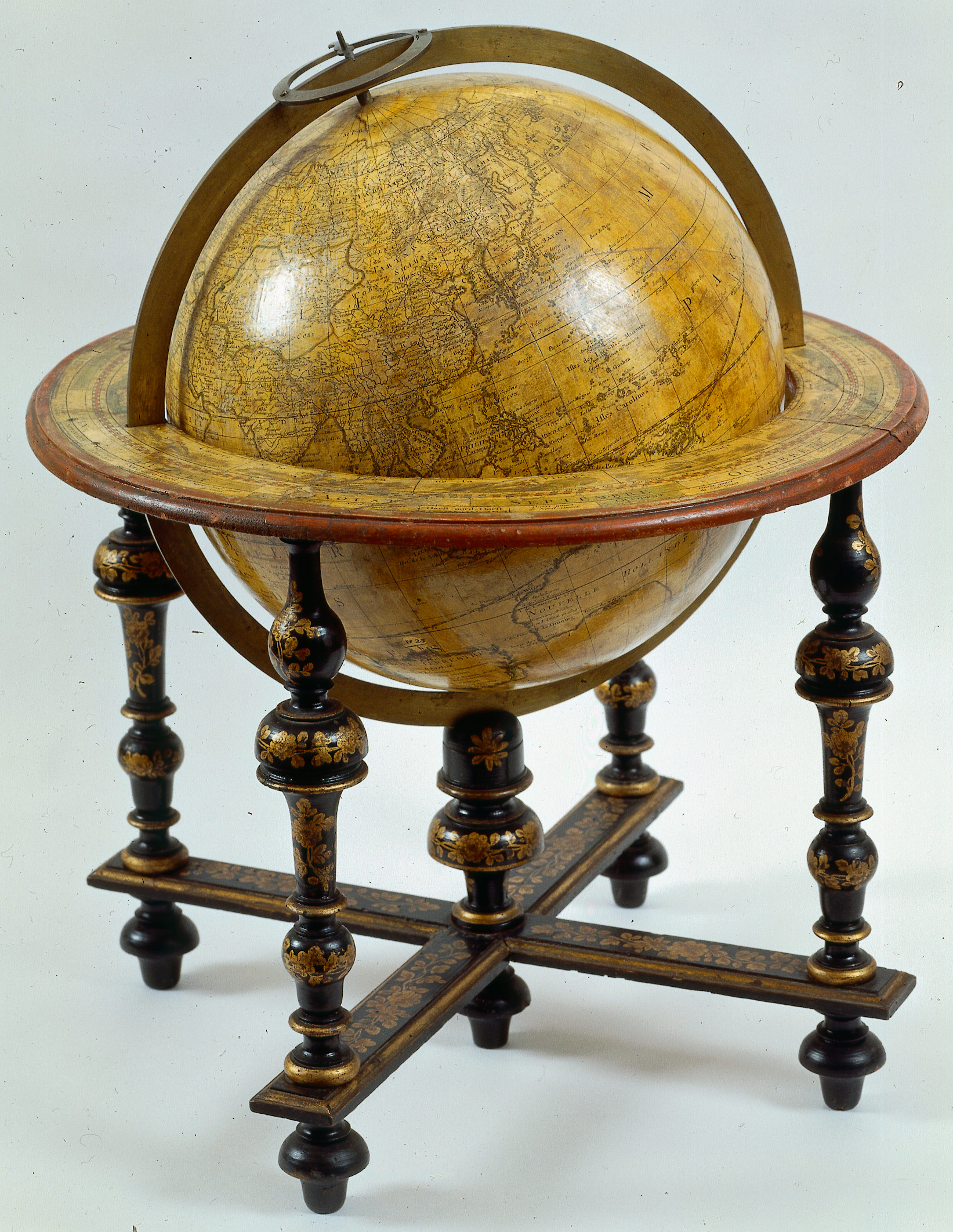
Globo terrestre Fortin - Galleria civica di Modena

Nicolas Fortin realizzo nel 1780 su legno intagliato, ed incisione su carta, con precisi particolari d'ottone, alcune opere sempre più dettagliate del globo terrestre, di cui un esemplare è ancora oggi visibile presso La Galleria dei Musei di Modena.

### Pompa pneumatica
Nel 1780 Fortin realizzò un particolare modello evoluto della pompa pneumatica di tipo Gravesande del 1720, composta da due cilindri verticali, racchiusi in una scatola in legno sostenuta da quattro gambe. In questa pompa il meccanismo, contrariamente al solito, è capovolto e le cremagliere, collegate ai pistoni sono azionate da una manovella tripla che fuoriese dalla base invece che dalla sommità dell'apparecchio. Le valvole dei cilindri sono azionate automaticamente dal movimento della manovella. Sulla scatola vi è il piatto, che fa da base ad una campana di vetro, mentre un tubo laterale è collegato con un manometro a mercurio.

### Bilancia comparativa
Fortin produsse un'innovazione così radicale nella costruzione delle bilance di precisione da determinare le regole per le future bilance analitiche. 
La bilancia Fortin era racchiusa in una grande scatola in palissandro con fianchi in vetro ed ante scorrevoli per proteggerla dal minimo spiffero; i due grandi piatti pendevano dalle estremità di un travetto di acciaio martensitico lungo un metro. Una grande leva alla base della scatola poteva sollevare la trave utilizzando due bracci collegati al montante centrale, in modo che la trave fosse bloccata durante il carico. Facendo scorrere la leva delicatamente, la trave si abbassava sul bordo a coltello in acciaio temprato (martensitico) molto resistente all'usura del punto d'appoggio. Un piccolo microscopio permetteva inoltre allo sperimentatore di leggere comodamente la posizione del puntatore di misura dall'esterno della vetratura, per evitare tutte le possibili perturbazioni. 
La bilancia Fortin, realizzata in vari modelli, permise di ottenere una precisione di circa una parte per milione.

## Pubblicazioni
- Jean N. Fortin, 1776. Atlas Céleste de Flamstéed, approuve par l'Académie Royale des Sciences, et publié sous le privilege de cette Compagnie. Seconde Édition. F.G. Deschamps, Paris.
- Jean N. Fortin, 1795. Atlas Céleste de Flamstéed. Troisième Édition, Revue, corrigée & augmentée par les Citoyens Lalande & Méchain. Belin Lamarche, Paris.

## Note

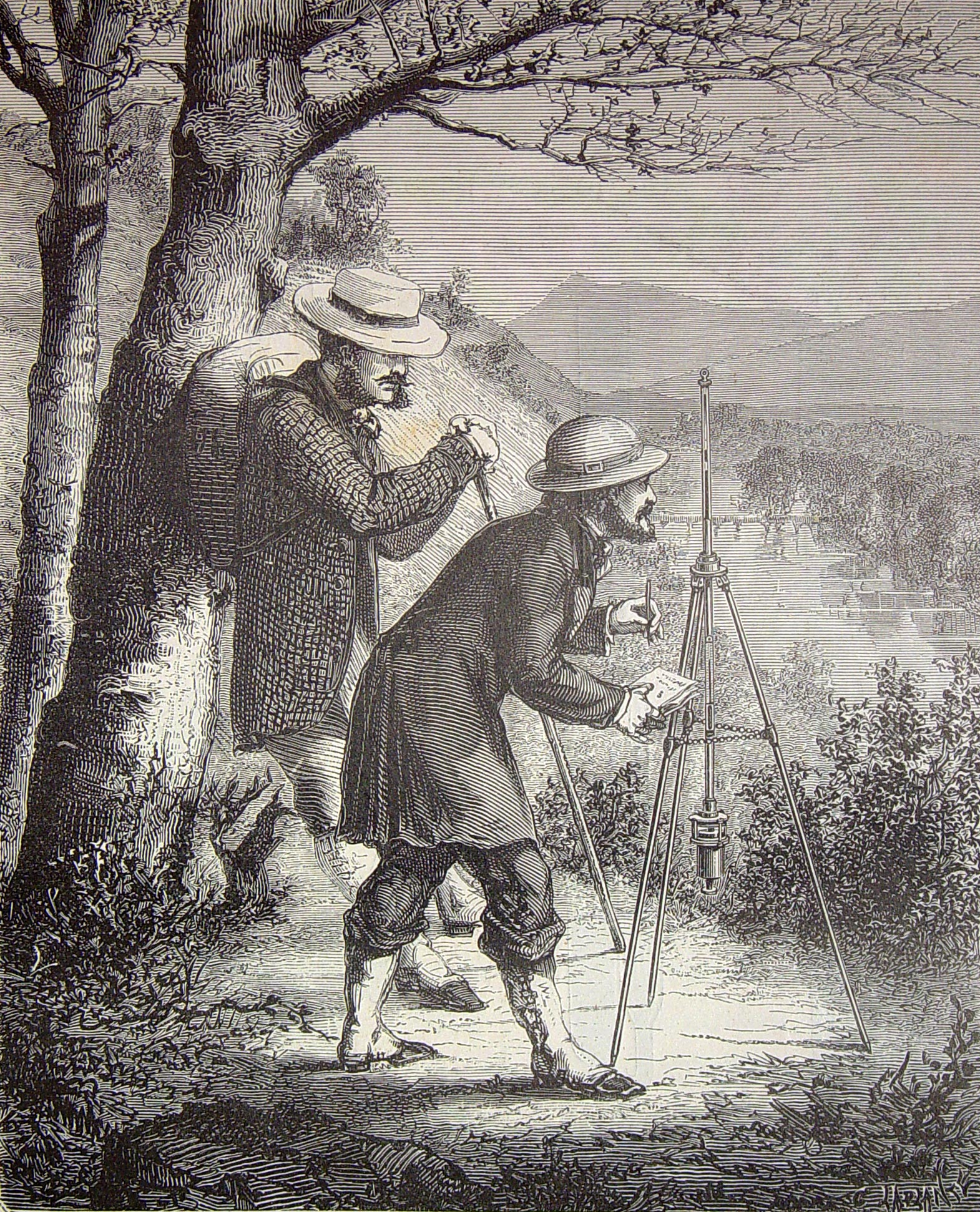
Installazione del barometro di Fortín

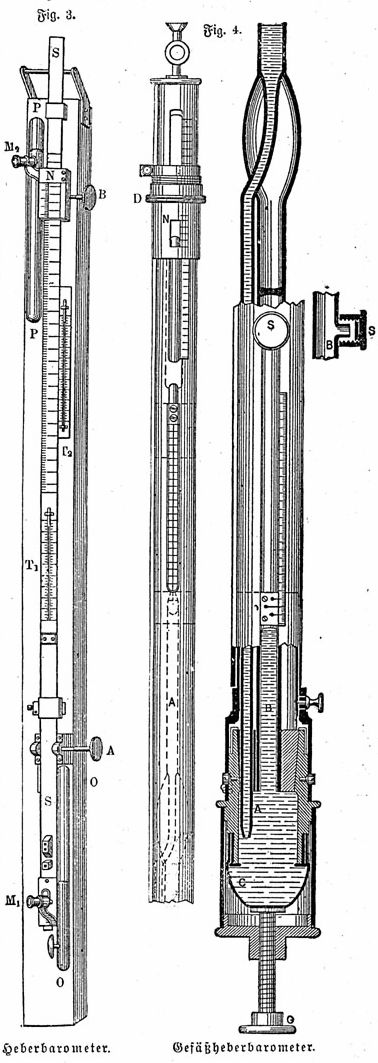
Barometro Fortin del 1890

## Voci correlate

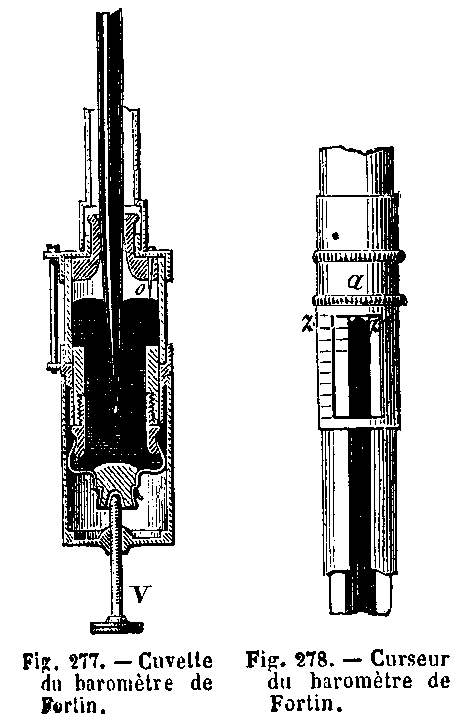
Particolari del Barometro Fortin

## Collegamenti esterni

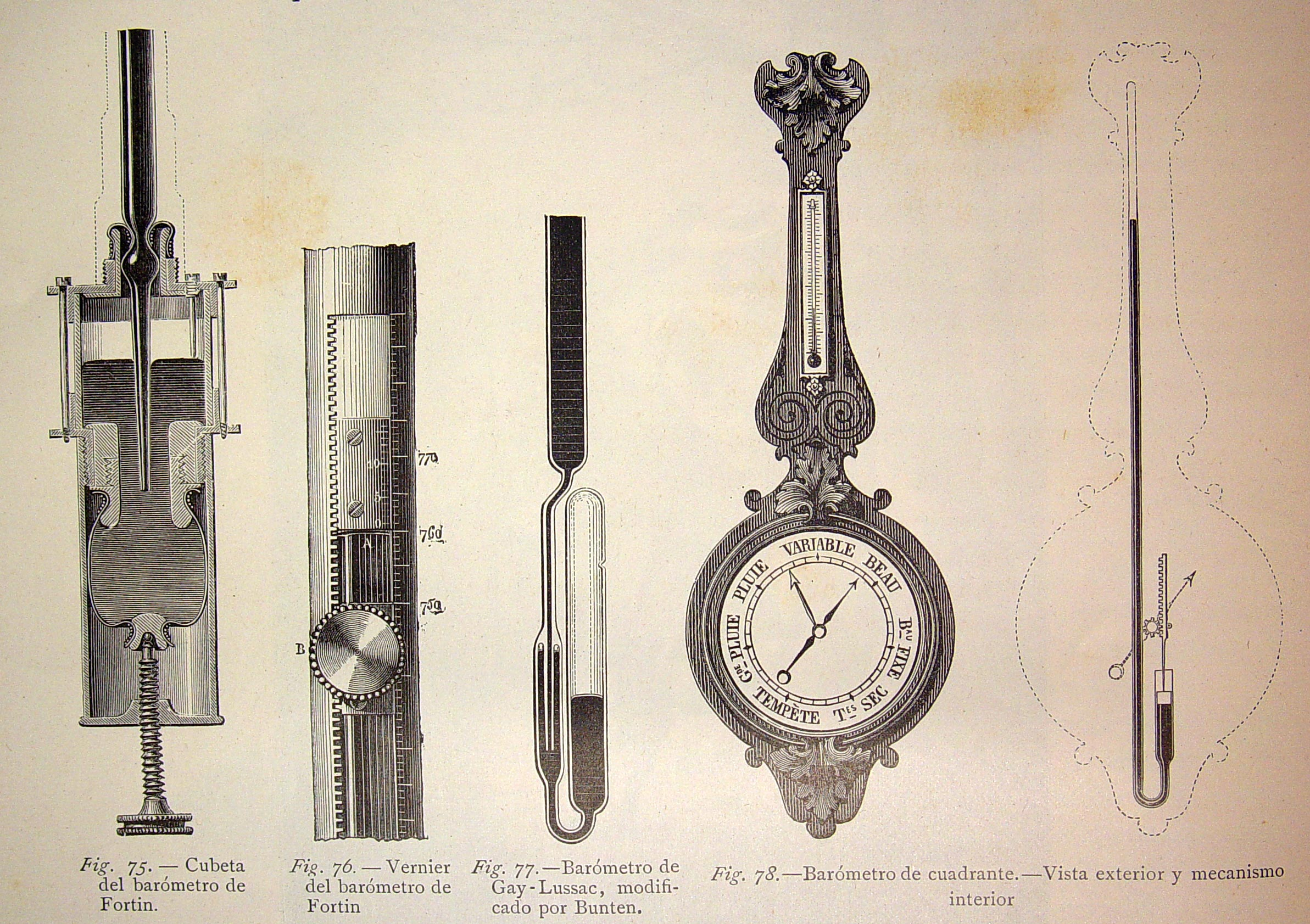
Strumenti per la misurazione della pressione atmosferica nel 1882